# دیوید دی لوئیس
دیوید دی لوئیس (انگلیسی: David DeLuise؛ زادهٔ ۱۱ نوامبر ۱۹۷۱) بازیگر و کارگردان تلویزیونی اهل ایالات متحده آمریکا است. وی از سال ۱۹۹۰ میلادی تاکنون مشغول فعالیت بوده‌است.
از فیلم‌ها یا برنامه‌های تلویزیونی که وی در آن نقش داشته است می‌توان به معبر وحشت، مالکیت فکری، مربا ، بازگشت جادوگران: الکس در مقابل الکس ، جادوگران محله ویورلی، مکیدن خون‌آشام، خرید گاو و جادوگران محله ویورلی: فیلم اشاره کرد.

## فیلم‌شناسی

### فیلم
| سال  | عنوان                               | نقش          | یادداشت        |
| ---- | ----------------------------------- | ------------ | -------------- |
| ۱۹۹۳ | رابین هود: مردانی در لباس چسبان     | مرد روستایی  |                |
| ۱۹۹۳ | سکوت ژامبون‌ها                       | پلیس         |                |
| ۱۹۹۵ | دراکولا: مرده و دوستدار آن          | کارآموز      |                |
| ۲۰۰۰ | معبر وحشت                           | آلن          |                |
| ۲۰۰۱ | دکتر دولیتل ۲                       | ماهی مدرسه   |                |
| ۲۰۰۶ | مالکیت فکری                         | کارآگاه کوپف |                |
| ۲۰۰۶ | مربا                                | جری          |                |
| ۲۰۰۹ | جادوگران محله ویورلی: فیلم          | جری روسو     | فیلم تلویزیونی |
| ۲۰۱۰ | مکیدن خون‌آشام                       | اسکالی       |                |
| ۲۰۱۳ | بازگشت جادوگران: الکس در مقابل الکس | جری روسو     | فیلم تلویزیونی |
| ۲۰۱۵ | وحدت                                | راوی         | مستند          |
| ۲۰۱۸ | شکست‌ناپذیر: مسیر رستگاری            | هاوارد لمبرت |                |